# 邓莱里
邓莱里（/dʌn ˈlɪəri/，dun LEER-ee，愛爾蘭語發音：[ˌd̪ˠuːn̪ˠ ˈl̪ˠeːɾʲə, - ˈl̪ˠiːɾʲə]），是爱尔兰都柏林地区邓莱里-拉斯当郡的一个海滨城镇，位于都柏林以南12公里。城镇区总人口38761（2006年）。该城镇为邓莱里-拉斯当郡郡治。
它作為都柏林的港口建立於1816年，初名“Dunleary”，1821年為紀念國王喬治四世而改名金斯頓（Kingstown），1920年改現名，即愛爾蘭語化的“Dunleary”。